# Горячереченские горячие источники
Горячереченские горячие источники — минеральные горячие источники в южной части полуострова Камчатка.
Расположены в пойме левого берега реки Горячей, в 12 км юго-восточнее горы Вершинской на северо-западной стороне Налычевской долины. Всего здесь на протяжении 2,5 км, встречается 5 групп источников. Во время паводка термы затапливаются.
Минерализация составляет 1,8-3,5 г/л, с содержанием кремнекислоты 70-120 мг/л, метаборной кислоты — 120—160 мг/л. Химический состав воды хлоридный натриевый.
Температура воды 28-50 °C. Воды источников лечебные.